# Filipa da Inglaterra
Filipa da Inglaterra, também chamada de Filipa de Lencastre (Castelo de Peterborough, 4 de julho de 1394 – Convento de Vadstena, 5 de janeiro de 1430), foi uma princesa inglesa, mais tarde, esposa do rei Érico da Pomerânia e Rainha Consorte da Dinamarca, Suécia e Noruega de 1406 até sua morte. Era filha do rei Henrique IV de Inglaterra e sua primeira esposa Maria de Bohun.

## Biografia

### Primeiros anos
Filipa nasceu no Castelo de Peterborough em Inglaterra, filha de Henrique Bolingbroke e de Maria de Bohun. A sua mãe morreu a dá-la à luz. Quando Filipa tinha cinco anos de idade, o seu pai subiu ao trono de Inglaterra, tornando-se o rei Henrique IV. Filipa é mencionada duas vezes em documentos durante a sua infância: em 1403 esteve presente no casamento do seu pai viúvo com Joana de Navarra e, no mesmo ano, fez uma peregrinação à Cantuária. Ela passou a sua infância maioritariamente entre os castelos de Berkhamsted e de Windsor.

### Casamento

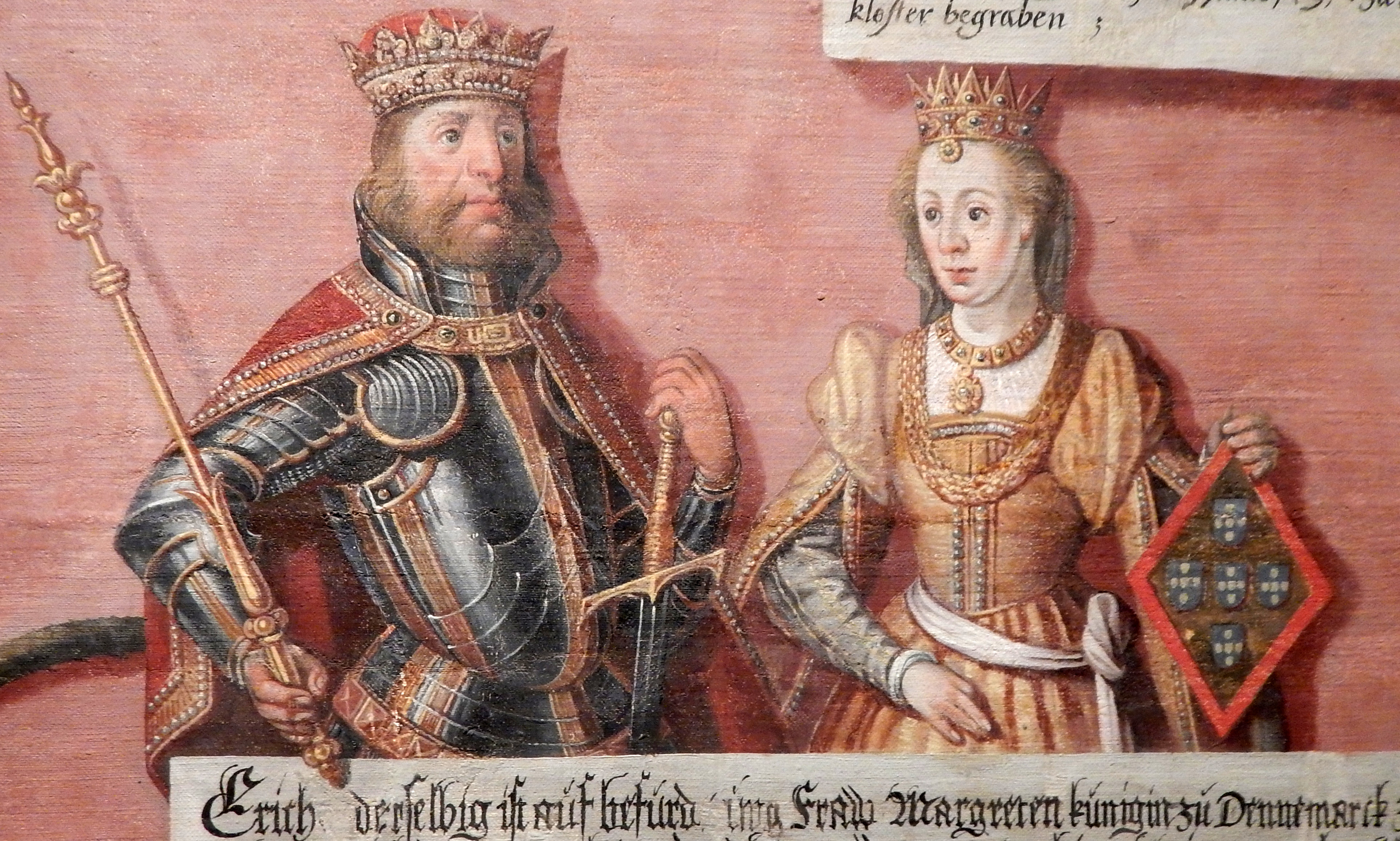
Filipa com seu marido Érico

Em 1400 ou 1401, o rei Henrique IV sugeriu à rainha Margarida I da Dinamarca, Noruega e Suécia que se formasse uma aliança entre a Inglaterra e a União de Kalmar através de um duplo casamento entre a filha de Henrique, Filipa e Érico, o herdeiro do trono; e entre o seu filho Henrique e a irmã de Érico, Catarina. A rainha Margarida não concordou com os termos e o casamento entre Henrique e Catarina nunca aconteceu. Porém, em 1405, uma comitiva escandinava composta por dois enviados de cada um dos três reinos nórdicos chegou à Inglaterra e o casamento entre Filipa e Érico foi proclamado. Um casamento por procuração teve lugar a 26 de novembro de 1405 em Westminster, com o nobre sueco Ture Bengtsson Bielke a substituir o noivo. Em 8 de dezembro, Filipa foi proclamada rainha da Dinamarca, Noruega e Suécia na presença dos embaixadores nórdicos.
Filipa deixou a Inglaterra em agosto de 1406, acompanhada por um grupo de nobres ingleses e chegou a Helsimburgo em setembro, onde foi recebida por Érico e pela rainha Margarida.
O verdadeiro casamento ocorreu a 26 de outubro de 1406 na Catedral de Lund, na Suécia. Na altura, o governo ainda estava nas mãos da tia deste, a rainha Margarida. Filipa foi a primeira princesa da História a usar um vestido de casamento branco na forma de uma túnica com um manto em seda branca.
No dia 1 de novembro do mesmo ano, foi coroada rainha da Dinamarca, Noruega e Suécia.

### Rainha e regente
A rainha Filipa e o rei Érico viveram no Castelo de Kalmar na Suécia com a sua corte durante os primeiros três anos de casamento. Filipa recebeu a sua própria corte, supervisionada pela sua dama-de-companhia chefe, Katarina Knutsdotter, neta de Santa Brígida da Suécia através de Märta Ulfsdotter, que tinha sido a dama-de-companhia chefe da rainha Margarida.

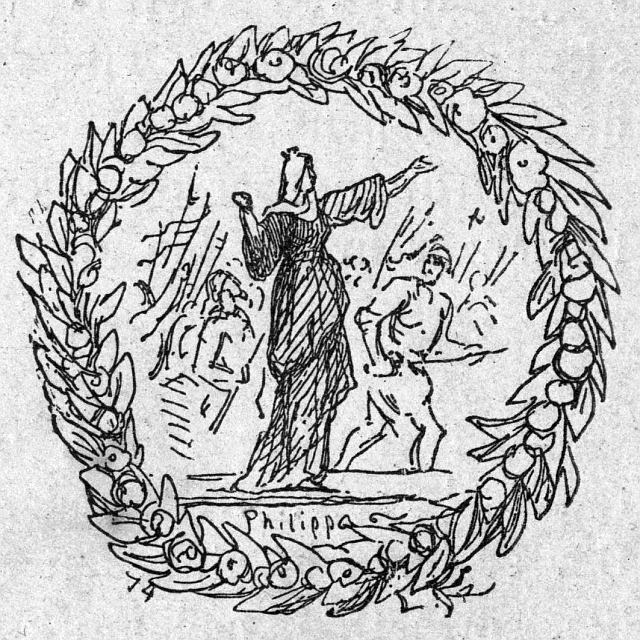
A rainha Filipa comanda a defesa de Copenhaga (1428). Ilustração em O Livro Ilustrado do Padrinho de Hans Christian Andersen.

A partir de 1409, e particularmente após a morte da rainha Margarida em 1412, quando Érico se tornou rei, o casal real passou a residir principalmente na Dinamarca. Porém, Filipa regressava frequentemente à Suécia, país com o qual tinha criado uma maior afinidade. Um dos seus grandes interesses na Suécia era a Abadia de Vadstena, que passou a ser um refúgio para ela e a sua base sempre que ia à Suécia. O seu séquito inglês incluía Henry Fitzhugh, que tinha visitado a abadia com uma delegação inglesa com o objetivo de criar um mosteiro dedicado a Santa Brígida na Inglaterra. Em 1415, quatro freiras, três noviças, um monge e um padre deixaram a abadia com grandes celebrações para fundar aquela que se tornaria na famosa Abadia de Syron. É provável que a própria Filipa tenha visitado Vadstena pela primeira vez em 1408 na companhia de Érico. Nos anos seguintes, Filipa fez vários donativos à abadia, incluindo uma relíquia de um braço de Canuto, o Santo e o Coro de Santa Ana. Quando o Papa Martinho V proibiu os mosteiros duplos (com homens e mulheres), Filipa e o seu marido enviaram uma comitiva a Roma para pedir o fim da proibição. A rainha pediu ainda a intervenção dos seus irmãos e conseguiu que a proibição não se aplicasse à Ordem de Santa Brígida.
A rainha Filipa envolvia-se ativamente nos assuntos do Estado. No Ato de Sucessão da Pomerânia de 1416, Érico escolheu o seu primo, Bogislau IX da Pomerânia como herdeiro dos três reinos caso o seu casamento com Filipa não produzisse filhos. Quando Érico se ausentou para lutar na guerra em Fehmarn em 1420, o Ato foi emendado e Filipa recebeu um papel ativo. A revisão do Ato afirmava que, no caso da morte de Érico, a rainha Filipa deveria ser nomeada Regente do Reino até que Bogislau pudesse ser rei e, caso Bogislau herdasse o reino ainda em criança, Filipa seria regente enquanto este fosse menor de idade. Ao mesmo tempo, as terras incluídas no dote de Filipa foram alteradas: em vez de possuir terras em todos os três reinos, ela recebeu um vasto dote na Suécia que, essencialmente, fez com que se tornasse na governante do centro da Suécia.

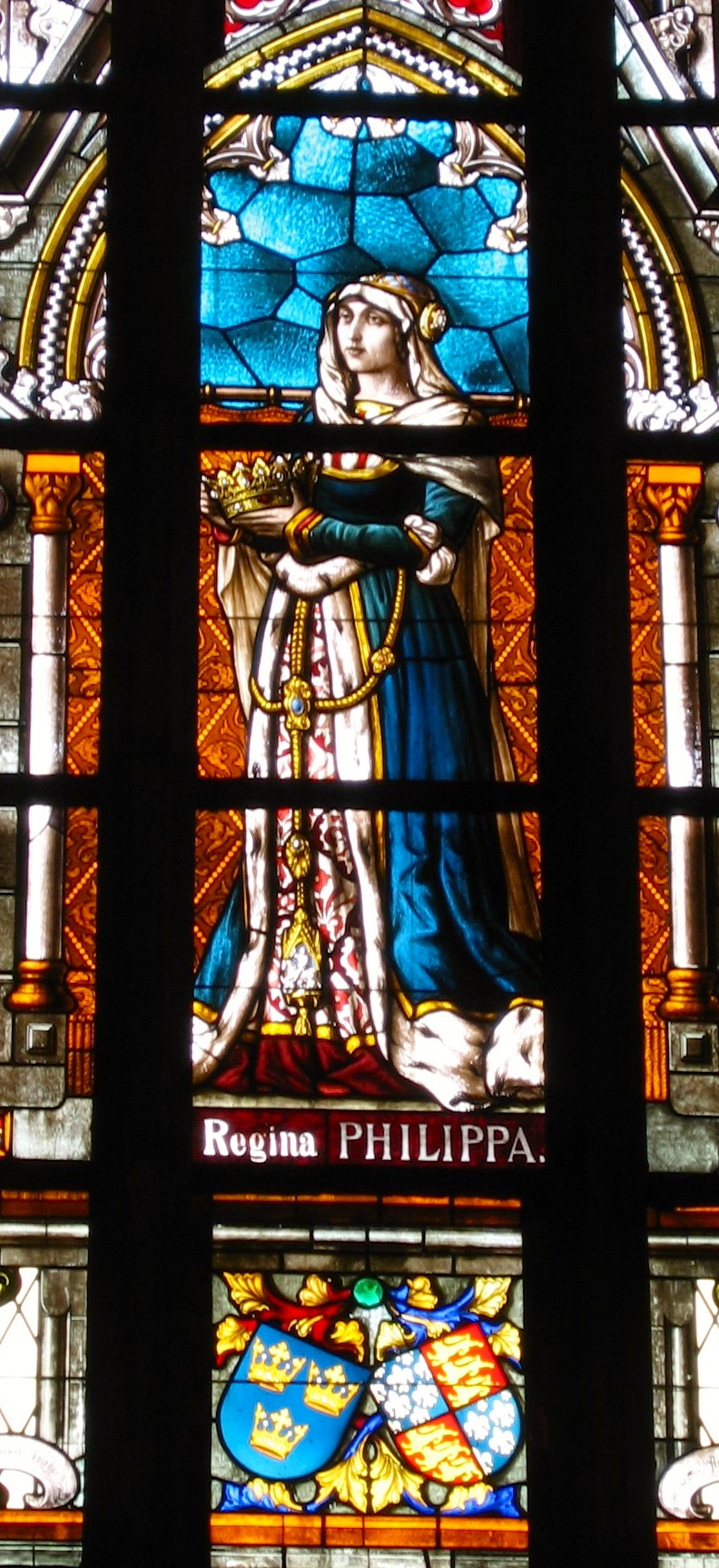
Filipa imaginada pelo artista sueco Reinhold Callmander na década de 1890 numa janela por cima da sua campa em Vadstena.

Era evidente que Érico confiava em Filipa. Tanto os autores antigos como os modernos elogiam o seu reinado e que em certos assuntos era mais eficaz do que Érico. As novas terras do seu dote fizeram aumentar o interesse de Filipa pela Suécia e, enquanto Érico preferia viver na Dinamarca, Filipa fazia visitas tão frequentes e demoradas à Suécia, onde agia como representante de Érico que, na prática, foi a regente da Suécia durante a maioria da década de 1420. Em março de 1422, ela foi convocada e liderou um Conselho de Estado em Vadstena, onde mediou uma disputa entre fações de nobres. Érico concedia-lhe frequentemente poderes representativos para gerir assuntos da Suécia, tais como a coleta de impostos em Öland em agosto de 1425.
Durante a peregrinação do rei Érico, entre 1423 e maio de 1425, a rainha Filipa foi regente dos três reinos a partir de Copenhaga. Durante a sua regência, no outono de 1425, ela resolveu uma disputa com a Liga Hanseática ao estabelecer uma nova convenção relativa à validade do sistema de moeda que eles queriam. Como regente, convocou ainda o Conselho Sueco de Estado em Estocolmo na primavera de 1425.
Na primavera de 1426, Érico enviou Filipa à Suécia onde ela convocou o Conselho Sueco em Vadstena e conseguiu garantir apoio e fundos para a Guerra Dano-Hanseática (1426-35), apesar de os suecos se oporem à guerra. Em janeiro de 1427, quando a guerra estava a correr mal para Érico, ela convocou o Conselho Sueco em Nyköping, onde voltou a conseguir o apoio dos suecos para a guerra. Nesta visita, ela também adquiriu mais terrenos suecos para sustentar o seu futuro da Suécia, onde planeava reformar-se na sua viuvez.
Em março de 1427, Filipa regressou à Dinamarca, onde permaneceu durante três anos enquanto decorria a guerra. Em 1428, Filipa conseguiu organizar a defesa da capital dinamarquesa contra o ataque da Liga Hanseática durante o bombardeamento de Copenhaga. Ela foi saudada como uma heroína pelo povo de Copenhaga por ter motivado os cidadãos a lutar contra a frota hanseática no porto.

## Morte
No final de 1429, Filipa partiu para a Suécia numa missão atribuída por Érico para conseguir apoio para a sua guerra na Suécia, onde a população sempre se mostrara contra à mesma. Na Suécia, Filipa viajou para a Abadia de Vadstena como era costume, onde foi recebida por uma delegação de membros do Conselho Sueco. Porém, pouco depois da sua chegada, Filipa começou a sentir-se doente. Tratava-se de um ataque de uma doença recorrente que já a afetara algumas vezes nos cinco anos anteriores. A rainha sofreu um aborto espontâneo e a sua saúde foi piorando depois do mesmo. Filipa morreu em 5 de janeiro de 1430, aos 35 anos, e foi enterrada na igreja de Vadstena, em Östergötland. Filipa deixou várias posses à Abadia de Vadstena no seu testamento. Após a sua morte, Érico envolveu-se com uma antiga dama-de-companhia de Filipa, Cecillia.